# Хървати
Хърватите (на хърватски: Hrvati) са южнославянски народ, населяващ западната част на Балканския полуостров, предимно Хърватия, където броят им е 89,6%, в Босна и Херцеговина, където са третият по численост народ (след бошняците и сърбите) с 14,3%, и Сърбия (най-вече Войводина), където представляват около 1% от населението. Хърватски малцинства има в САЩ, Германия, Австралия, Канада, ЮАР, Австрия, Швеция, Италия, Великобритания, Унгария и Словения.
Мнозинството от хърватите изповядват католицизма. Говорят на хърватски език, който е много близък до сръбския и босненския.